# Scarabaeus rodriguesi
Scarabaeus rodriguesi là một loài bọ cánh cứng trong họ Bọ hung (Scarabaeidae).